# Estéban Lepaul
Estéban Lepaul, né le 18 avril 2000 à Auxerre (Yonne), est un footballeur français qui évolue au poste d'avant-centre au Sco d'Angers. Il a également décidé de donner une partie de son salaire au club de l’ASNVM (88), les dons permettront au club d’acheter des minis bus.
Il est le fils de Fabrice Lepaul, ancien footballeur professionnel qui meurt lors d'un accident de voiture en 2020.

## Biographie

### Jeunesse et formation
Estéban Lepaul naît le 18 avril 2000 à Auxerre, dans l'Yonne. 
Lepaul commence à jouer à l'âge de 5 ans dans le club de Baldenheim avant de rejoindre le Stadium Racing Colmar puis l'AS Nancy-Lorraine. En 2015, il intègre le centre de formation de l'Olympique lyonnais.

### Carrière professionnelle

#### Olympique lyonnais
Estéban Lepaul commence sa carrière professionnelle en jouant pour l'équipe réserve de l'Olympique lyonnais ainsi que quelques matchs avec l'équipe première. De 2018 à 2020, il dispute 8 matchs et marque 1 but.

#### SAS Épinal
Pour la saison 2020-2021, Estéban Lepaul s'engage au Stade athlétique spinalien à Épinal, club alors pensionnaire de National 2 qu'il quitte à l'issue de la saison en ayant disputé 8 matchs et inscrit 5 buts.

#### US Orléans
En 2021, Estéban Lepaul signe à l'US Orléans en National. Il dispute également quelques matchs avec l'équipe réserve en National 3. Il passe deux saisons au club et marque 23 buts en 68 matchs joués, toute équipes confondues, avant de quitter le club en 2023.

#### Retour au SAS Épinal
Lors du mercato d'été de 2023, Estéban Lepaul s'engage à nouveau au Stade athlétique spinalien à Épinal qui vient de terminer 1er de son groupe en National 2 lors de la saison 2022-2023 et qui va donc jouer en National lors de la saison 2023-2024. À la mi-saison, il est en tête au classement des buteurs de National mais décide de quitter le club, après avoir joué 16 matchs et marqué 12 buts.

#### Angers SCO
Lors du mercato d'hiver de 2024, Estéban Lepaul décide de s'engager avec l'Angers SCO en paraphant un contrat de trois ans et demi, soit jusqu'en juin 2027,, alors champion d'automne de Ligue 2 2023-2024. Sur la seconde partie de saison, il marque 3 buts en 17 matchs. Il fait partie de l'équipe angevine qui remonte en Ligue 1. Pour sa 1re saison en Ligue 1, il participe au maintien de son club avec 9 réalisations en 28 matchs et une place de titulaire gagnée. À l'issue de la saison, il prolonge son contrat d'une année supplémentaire, soit jusqu'en juin 2028.

## Statistiques
| Saison                | Club                  | Championnat           | Championnat | Championnat | Coupe(s) nationale(s) | Coupe(s) nationale(s) | Total | Total |
| Saison                | Club                  | Division              | M.          | B.          | M.                    | B.                    | M.    | B.    |
| 2021-2022             | US Orléans            | National              | 27          | 8           | 2                     | 0                     | 29    | 8     |
| 2022-2023             | US Orléans            | National              | 28          | 2           | 2                     | 2                     | 30    | 4     |
| Sous-total            | Sous-total            | Sous-total            | 55          | 10          | 5                     | 2                     | 60    | 12    |
| 2023-2024             | SAS Épinal            | National              | 16          | 12          | 4                     | 2                     | 20    | 14    |
| 2023-2024             | Angers SCO            | Ligue 2               | 17          | 3           | 3                     | 4                     | 20    | 7     |
| 2024-2025             | Angers SCO            | Ligue 1               | 28          | 9           | -                     | -                     | 28    | 9     |
| Sous-total            | Sous-total            | Sous-total            | 45          | 12          | 3                     | 4                     | 48    | 16    |
| Total sur la carrière | Total sur la carrière | Total sur la carrière | 116         | 34          | 11                    | 8                     | 127   | 42    |